# Église Saint-Rémi de Saint-Gobert
L'église Saint-Rémi de Saint-Gobert est une église située à Saint-Gobert, en France.

## Localisation
L'église est située sur la commune de Saint-Gobert, dans le département de l'Aisne.

### Galerie

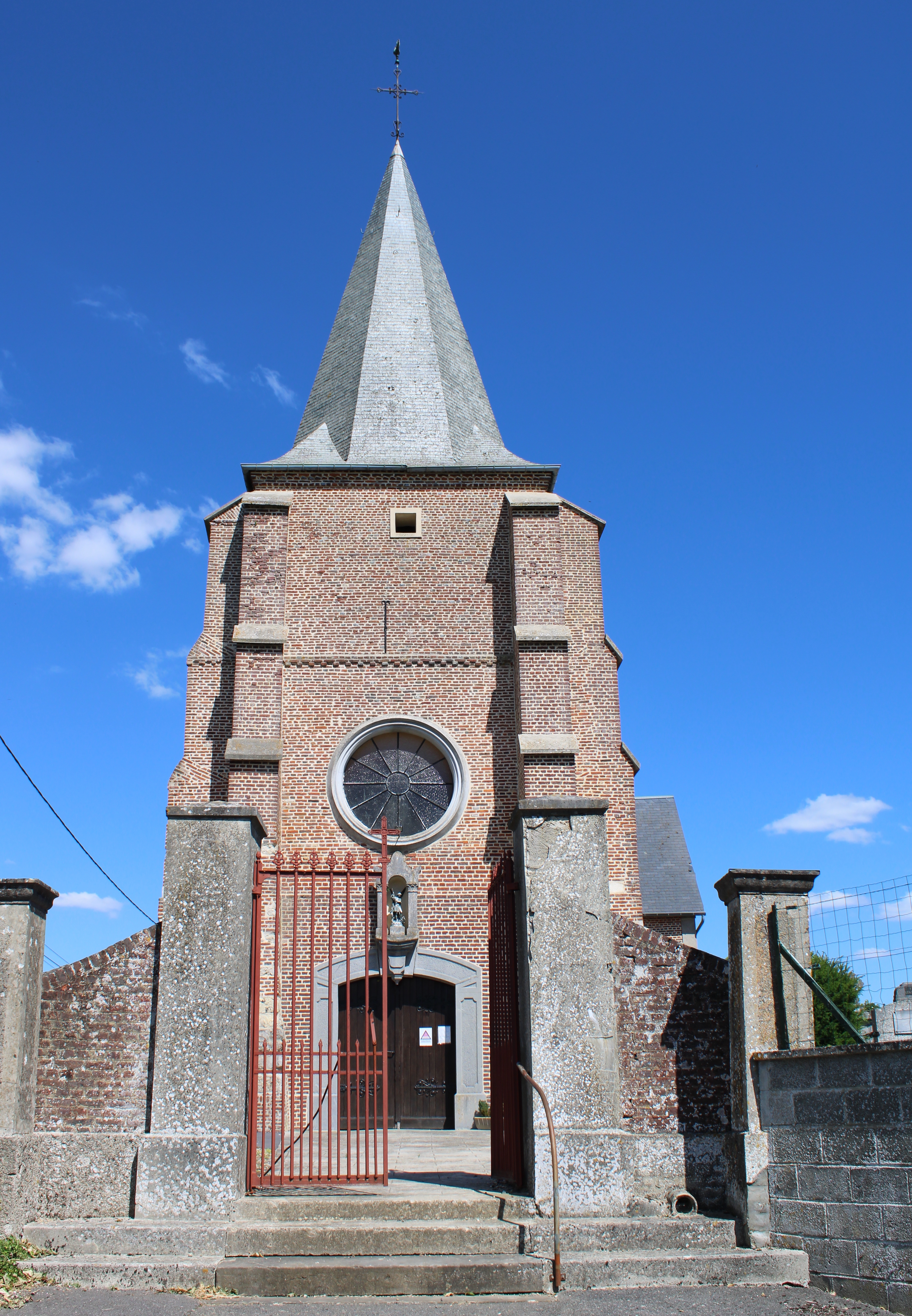
Le donjon.
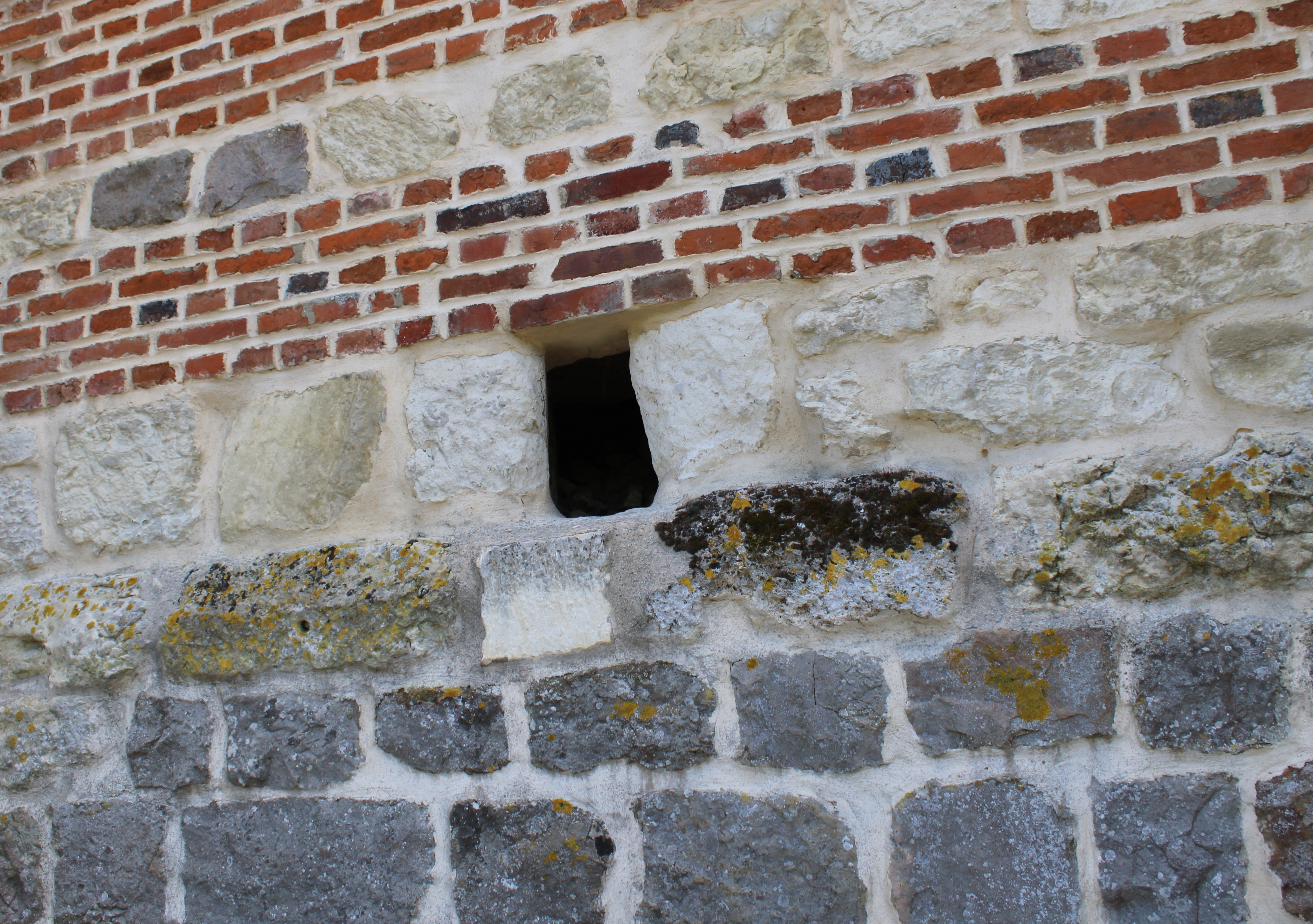
Meurtrière à hauteur d'homme.
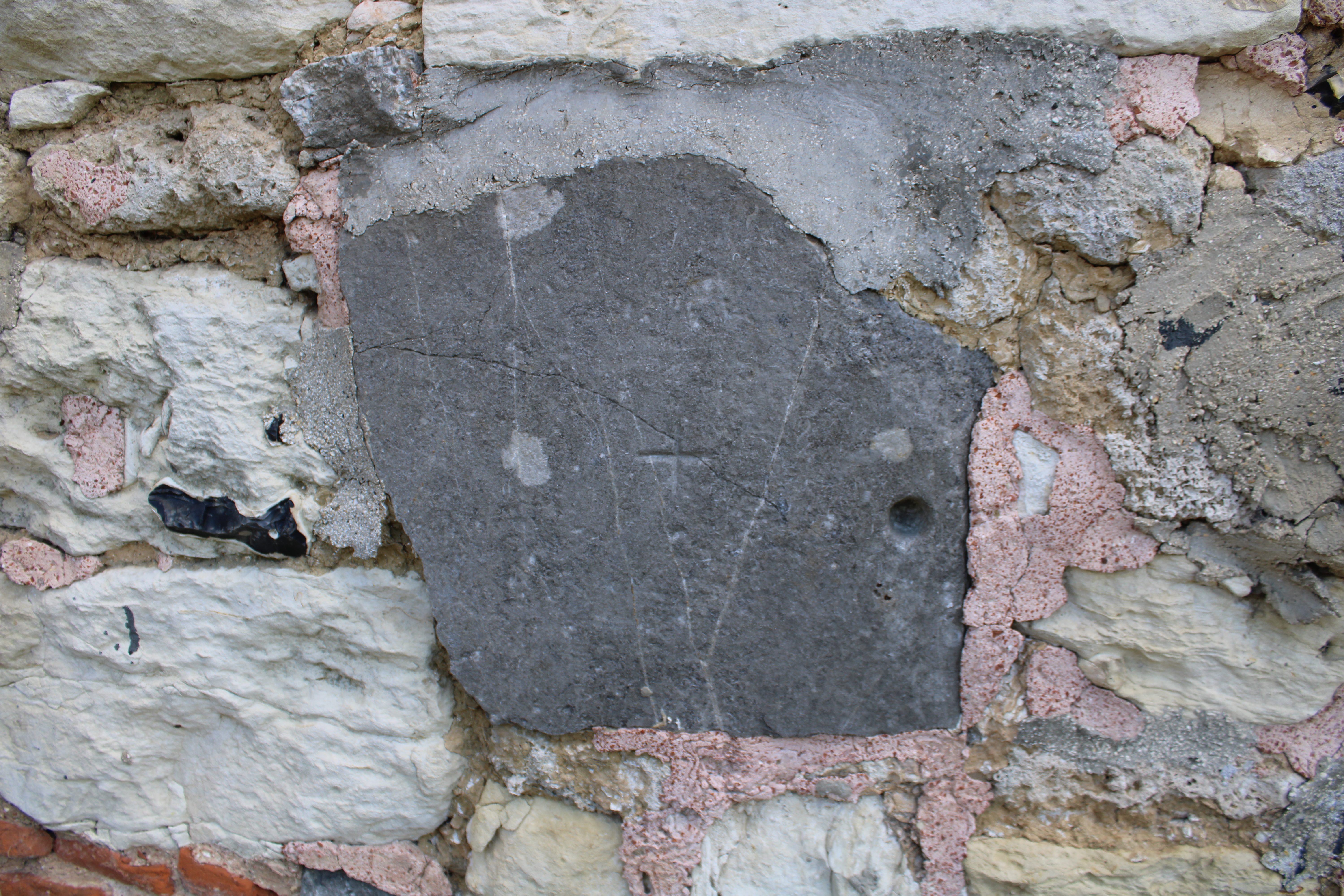
Marque d'un tailleur de pierre.
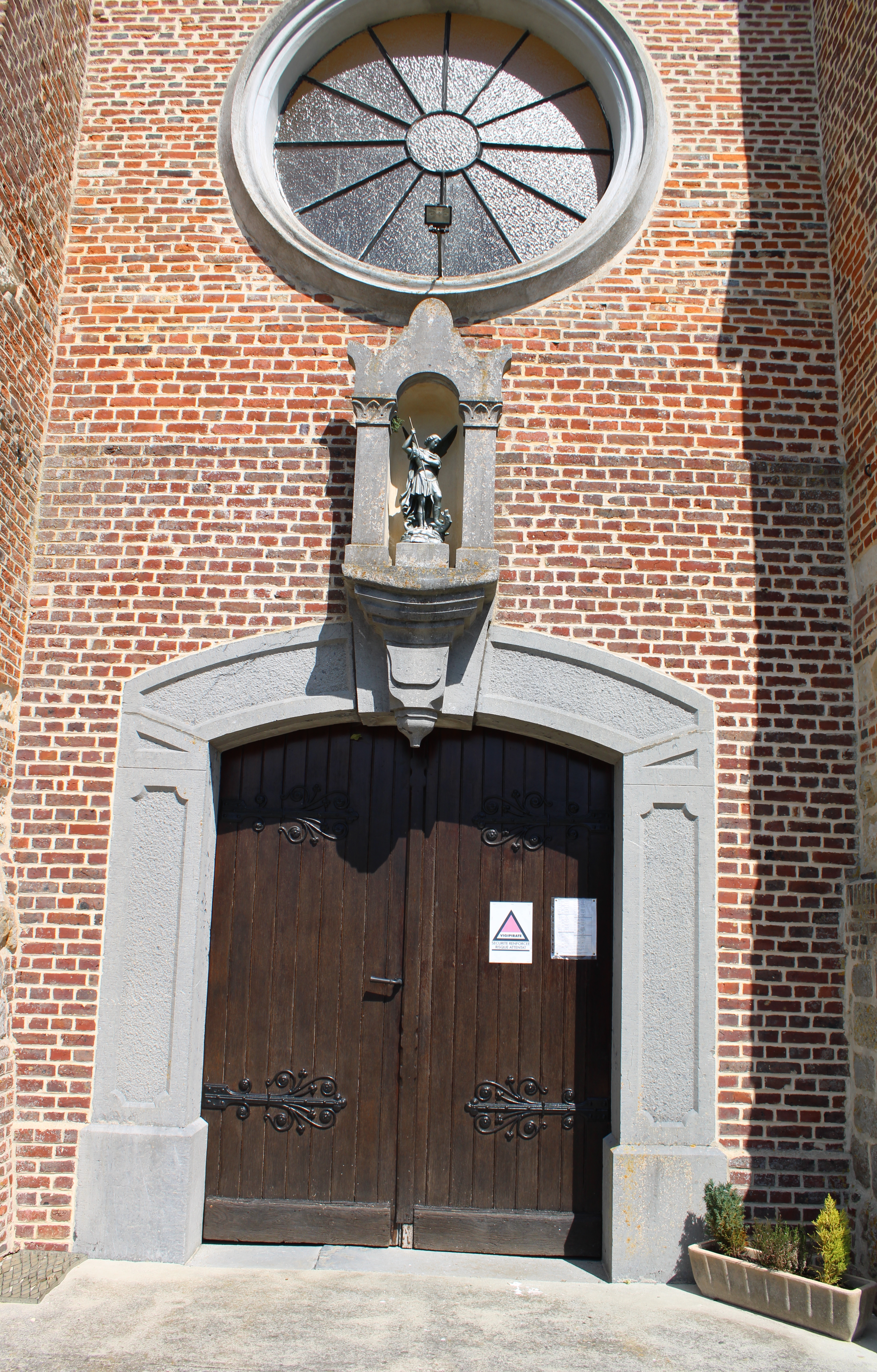
Le porche de l'église.
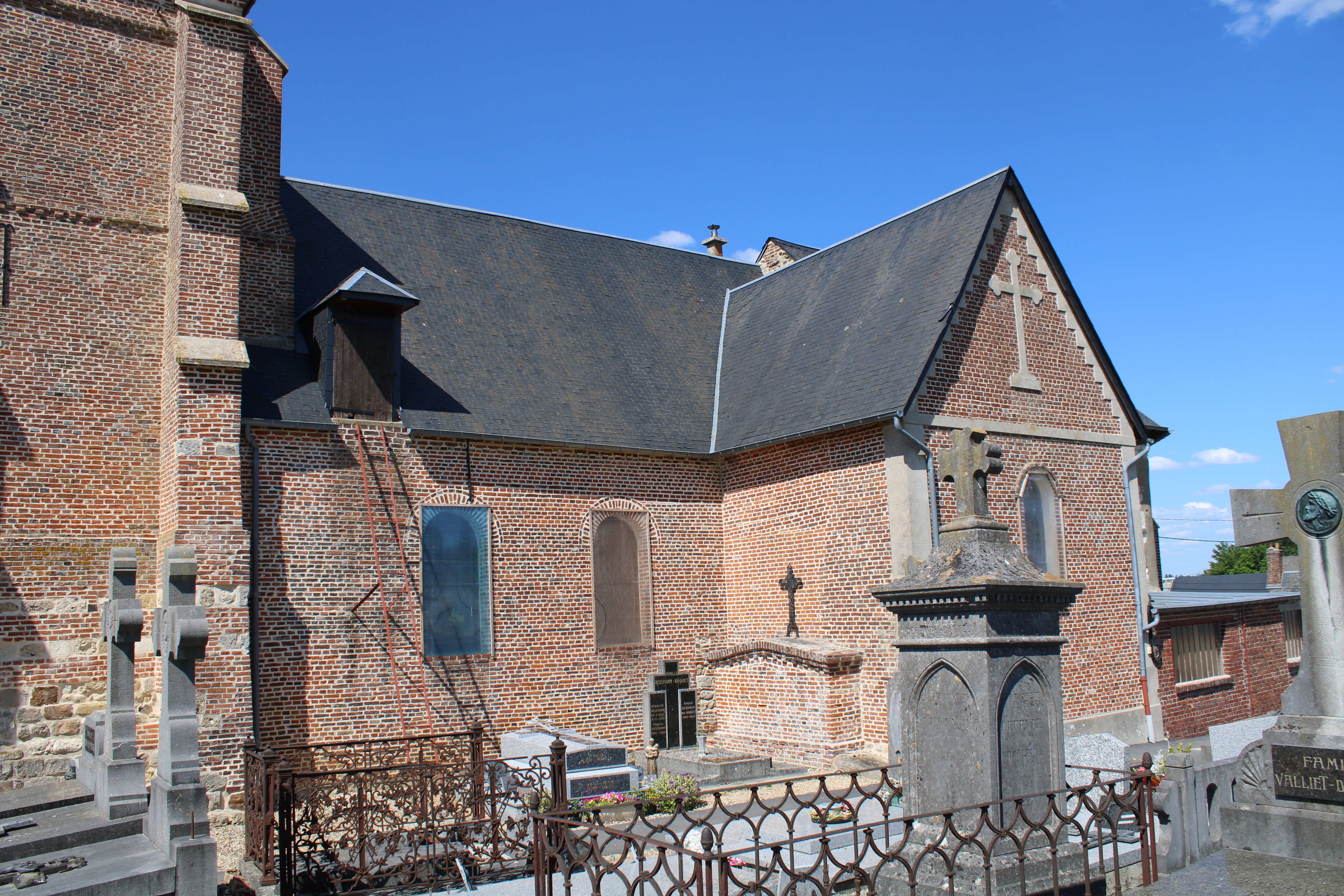
Le nef et le transept. Une échelle métallique en métal permet d'accéder à la salle de refuge.
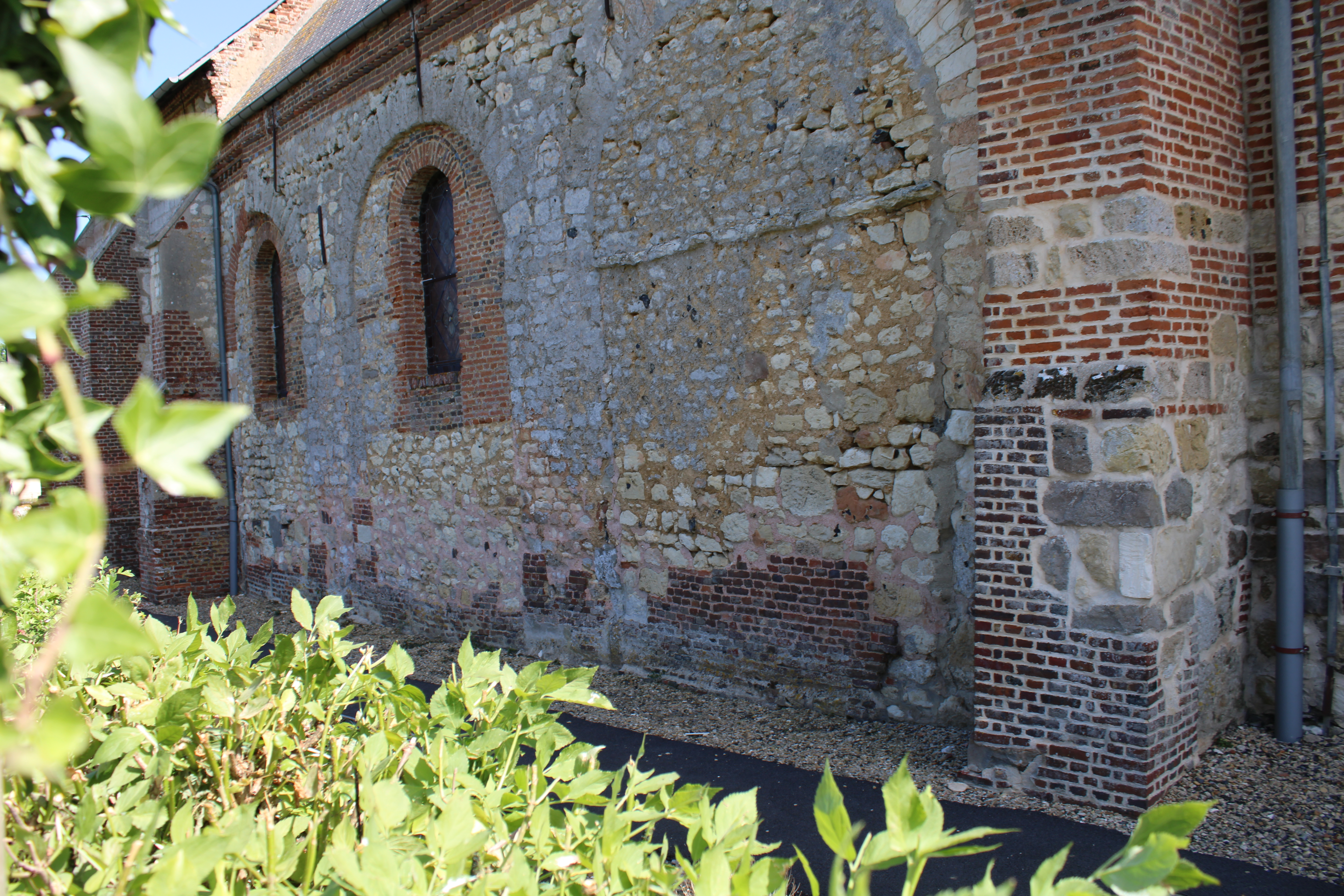
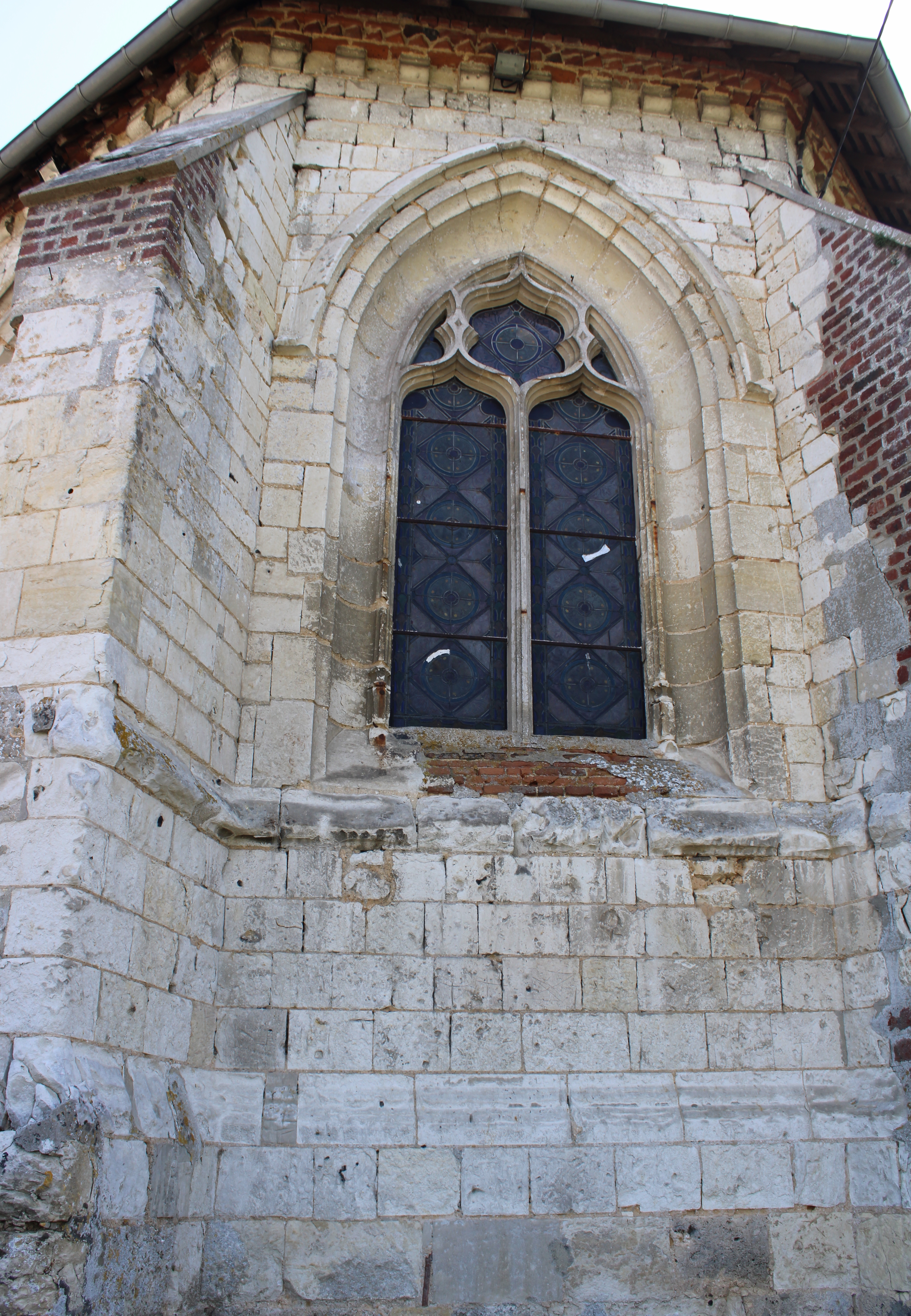
Fenêtre gothique du chœur.